# Daniel Tranter
Daniel Tranter (Campbelltown (New South Wales), 11 januari 1992) is een Australische zwemmer. Hij vertegenwoordigde zijn vaderland op de Olympische Zomerspelen 2012 in Londen.

## Carrière
Bij zijn internationale debuut, op de Olympische Zomerspelen van 2012 in Londen, werd Tranter uitgeschakeld in de halve finales van de 200 meter wisselslag en in de series van de 400 meter wisselslag.
Op de wereldkampioenschappen zwemmen 2013 in Barcelona eindigde de Australiër als zesde op de 200 meter wisselslag.
Tijdens de Gemenebestspelen 2014 in Glasgow veroverde Tranter de gouden medaille op de 200 meter wisselslag, daarnaast eindigde hij als zesde op de 200 meter vlinderslag.

## Internationale toernooien
| Jaar | Olympische Spelen                       | WK langebaan       | WK kortebaan  | PanPacs       | Gemenebestspelen                      |
| ---- | --------------------------------------- | ------------------ | ------------- | ------------- | ------------------------------------- |
| 2012 | 14e 200m wisselslag 32e 400m wisselslag |                    | geen deelname |               |                                       |
| 2013 |                                         | 6e 200m wisselslag |               |               |                                       |
| 2014 |                                         |                    | 3-7 december  | geen deelname | 6e 200m vlinderslag · 200m wisselslag |

## Persoonlijke records
Bijgewerkt tot en met 26 juli 2014
Kortebaan
| Afstand         | Tijd    | Datum           | Plaats    |
| --------------- | ------- | --------------- | --------- |
| 200m wisselslag | 1.53,43 | 8 augustus 2013 | Eindhoven |
| 400m wisselslag | 4.09,29 | 15 juli 2010    | Brisbane  |

Langebaan
| Afstand          | Tijd    | Datum         | Plaats   |
| ---------------- | ------- | ------------- | -------- |
| 200m schoolslag  | 2.12,26 | 1 april 2014  | Brisbane |
| 200m vlinderslag | 1.57,31 | 26 juli 2014  | Glasgow  |
| 200m wisselslag  | 1.57,55 | 29 april 2013 | Adelaide |
| 400m wisselslag  | 4.16,38 | 15 maart 2012 | Adelaide |